# Sālote Lupepau'u
Sālote Lupepau'u (n. hacia 1811 – 8 de septiembre de  1889) fue la esposa de Jorge Tupou I, y por lo tanto la primera reina consorte de Tonga.

## Primeros años
Nacida alrededor de 1811, Lupepau'u era hija de Tamatau'hala, Makamālohi y Hala'evalu Mohe'ofo. Su padre era el nieto de Tu'i Tonga Fefine y su madre la hija de Fīnau 'Ulukālala II'i Feletoa.

## Matrimonios y descendencia

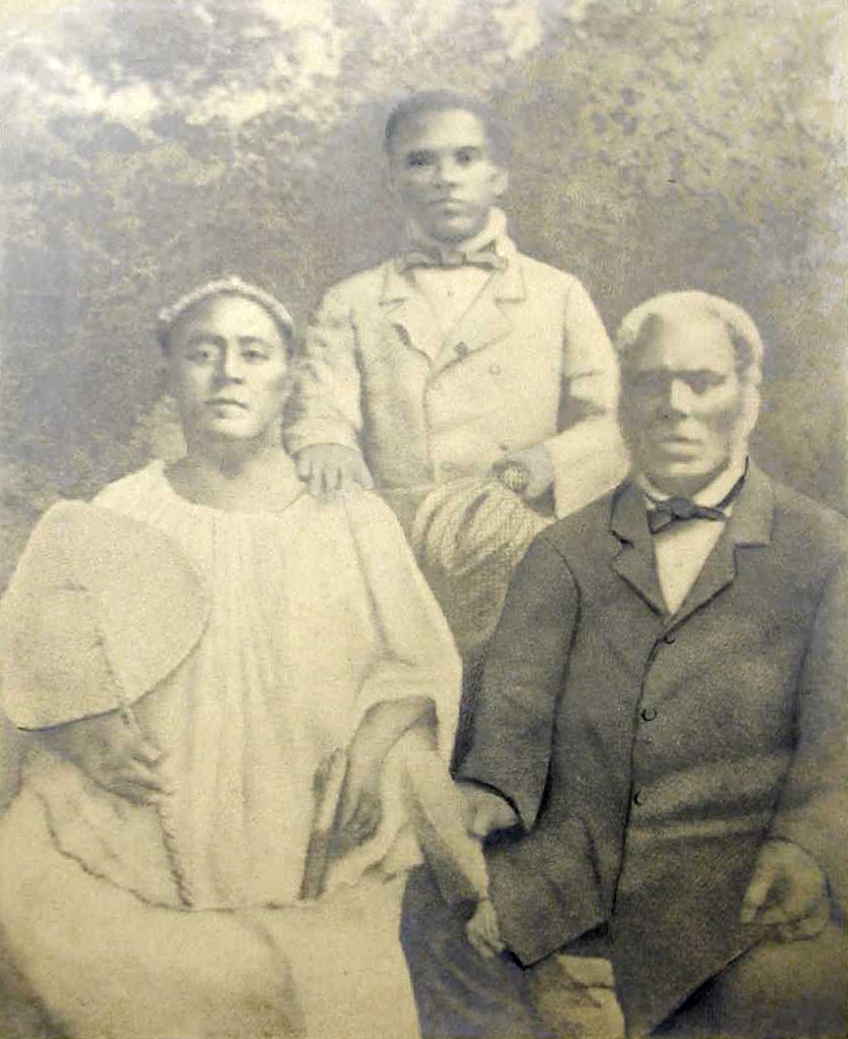
La Reina Sālote (izquierda), junto a su hijo el príncipe Vuna Takitakimālohi (centro) y su esposo el Rey Jorge Tupou I (derecha)

Desde muy temprana edad, estuvo casada con Laufilitonga, el último poseedor del título Tu'i Tonga. Algún tiempo después de la derrota de Laufilitonga en la Batalla de Velata contra las fuerzas de Tāufa'āhau (el futuro Jorge Tupou I), Tāufa'āhau se fugó con Lupepau'u. Después de su conversión al cristianismo, Tāufa'āhau repudió a todas sus consortes secundarias y sus hijos e hizo de Lupepau'u su esposa principal. Después de su conversión, Tāufa'āhau tomó el nombre de Jorge Tupou I en honor del rey Jorge III del Reino Unido, mientras que Lupepau'u se llamó Sālote o Carlota en honor a Carlota de Mecklemburgo-Strelitz.
Con Jorge Tupou I, tuvo dos hijos: Tu'uakitau (1839-1842) y Vuna Takitakimālohi (1844-1862). Sus hijos fueron los únicos herederos legítimos de Tupou y elegibles para suceder al trono de Tonga bajo la ley cristiana. La muerte  de Vuna en 1862, y al no tener hijos dejó la cuestión de la sucesión en cuestión. La sucesión quedaría vacante durante trece años hasta la promulgación de la ley de Tonga. primera constitución en 1875, que legitimó al hijo ilegítimo de Tupou, Tēvita 'Unga y lo nombró Príncipe Heredero.

## Muerte
Lupepau'u murió el 8 de septiembre de 1889. En 1914, el colegio "Kolisi Fefine" pasó a llamarse "Queen Salote College" en su honor. El nombre Salote (Carlota) se convirtió en una tradición recurrente en la familia real tongana. La nieta de la reina Sālote Tupou III, debe su nombre a su abuela, y su nombre es Sālote Mafile'o Pilolevu.